# Каталонское государство (1873)
Каталонское государство (кат. Estat Català) — историческое государственное образование, временно существовавшее в 1873 году на территории Каталонии.

## История
В 1869 году представители Каталонии, Арагона, Валенсии и Балеарских островов подписали Тортозский пакт, который предполагал реорганизацию Испании из унитарной монархии в федеративную демократическую республику.
В 1873 году из-за политического кризиса в Испании от престола отказывается король Амадей I, и происходит создание Первой испанской республики. Вместе с этим избранный президент (председатель автономного правительства) Каталонии Baldomer Lostau i Prats объявляет о создании Каталонского государства. Реакцией на это действие послужила угроза о вооруженном вторжении в Каталонию со стороны главы правительства Первой испанской республики Эстанислао Фигераса. Каталония была вынуждена отменить свою независимость. Во время второй карлистской войны Каталония поддерживала сторону карлистов, поэтому, после окончания войны в 1874 году и восстановления династии Бурбонов, новое правительство проводит ряд репрессивных мер в отношении Каталонии.